# 18.º Prêmio Angelo Agostini
O 18.º Prêmio Angelo Agostini (também chamado Troféu Angelo Agostini) foi um evento organizado pela Associação dos Quadrinhistas e Caricaturistas do Estado de São Paulo (ACQ-ESP) com o propósito de premiar os melhores lançamentos brasileiros de quadrinhos de 2001 em diferentes categorias.
Em homenagem à "maioridade" do evento (referência ao fato de completar 18 anos), a comissão organizadora resolveu premiar treze artistas como Mestre do Quadrinho Nacional ao invés de três, como ocorre tradicionalmente. Além da premiação, houve também exibição do longa-metragem de animação O Grilo Feliz, seguido de uma palestra de seu diretor Walbercy Ribas. Também foram realizados lançamentos de quadrinhos de Julio Shimamoto e Watson Portela.

## Prêmios
| Categoria                    | Vencedores                                        |
| ---------------------------- | ------------------------------------------------- |
| Mestre do Quadrinho Nacional | Antônio Cedraz                                    |
| Mestre do Quadrinho Nacional | Claudio de Souza                                  |
| Mestre do Quadrinho Nacional | Edmundo Rodrigues                                 |
| Mestre do Quadrinho Nacional | Ignácio Justo                                     |
| Mestre do Quadrinho Nacional | Ionaldo Cavalcanti                                |
| Mestre do Quadrinho Nacional | José Delbo                                        |
| Mestre do Quadrinho Nacional | Luis Sátiro                                       |
| Mestre do Quadrinho Nacional | Luiz Saidenberg                                   |
| Mestre do Quadrinho Nacional | Luscar                                            |
| Mestre do Quadrinho Nacional | Nani                                              |
| Mestre do Quadrinho Nacional | Osvaldo Talo                                      |
| Mestre do Quadrinho Nacional | Rubens Cordeiro                                   |
| Mestre do Quadrinho Nacional | Zaé Júnior                                        |
| Desenhista                   | Flavio Colin                                      |
| Roteirista                   | Wellington Srbek                                  |
| Lançamento                   | Fábrica de Quadrinhos 2001 vários autores (Devir) |
| Troféu Jayme Cortez          | Editora Opera Graphica                            |
| Fanzine                      | Quadrinhos Independentes Edgard Guimarães         |